# 이한빛 (레슬링 선수)
이한빛(1994년 12월 23일 ~ )은 대한민국의 레슬링 선수이다. 소속은 완주군청이다. 2024년 파리 올림픽과 2022년 항저우 아시안 게임에 출전하였으며, 2018년과 2021년 아시아 레슬링 선수권 대회 동메달을 수상하였다.

## 개인사
세 남매로 태어나 어렸을때 어머니를 여의고 아버지 밑에서 자랐다. 서울 라이트고교 재학 중 운동을 그만둔적 있으나 김동성 코치 덕분에 운동생활을 다시 이어 나갈 수 있다고 말하였다.

## 선수 경력
2018년과 2021년 아시아 선수권 대회에서 동메달을 차지하였다.
2022년 항저우 아시안 게임에서는 1라운드로 탈락하였다.
2020년 도쿄 올림픽에 출전을 시도하였지만 출전권을 획득하지 못하였다.
2024년 파리 올림픽에서는 당초 비슈케크 파리올림픽 아시아 쿼터 준결승을 탈락하면서 출전을 할 수 없었으나, 북한의 문현경이 8월 1일 출전권을 반납하면서 파리 올림픽 국가대표에 출전 할 수 있었다. 결국 독일 니메슈 선수한테 패하면서 파리 올림픽 본선 16강에서 탈락하였다. 2012년 런던 올림픽의 김형주 (48kg)과 엄지은 (55kg) 이후 첫 레슬링 여성 대한민국 올림픽 선수이다.